# Các tiểu bang Trung-Đại Tây Dương
Các tiểu bang Trung-Đại Tây Dương (tiếng Anh: Mid-Atlantic States hay Middle Atlantic States hoặc đơn giản hơn là Mid Atlantic) hình thành một vùng của Hoa Kỳ nằm giữa vùng Tân Anh Cát Lợi và Nam Hoa Kỳ. Định nghĩa đúng về vùng này thì khác nhau theo nhiều nguồn khác nhau, nhưng vùng này thường bao gồm Delaware, Maryland, New Jersey, New York, Pennsylvania, Washington D.C., và đôi khi Virginia, Tây Virginia, hoặc những tiểu bang khác nữa.

## Tổng quan
Trung-Đại Tây Dương đóng vai trò quan trọng trong việc phát triển văn hoá, thương mại, và công nghiệp Mỹ. Nó từng được Frederick Jackson Turner gọi là vùng "đặc trưng Mỹ". Đa tôn giáo và đa chủng tộc là những nhân tố quan trọng trong xã hội Trung-Đại Tây Dương kể từ khi vùng này được định cư bởi người Hà Lan, Thuỵ Điển, Công giáo Anh và giáo phái Quakers qua thời kỳ cai trị của người Anh và trước đó. Sau Cách mạng Mỹ, Trung-Đại Tây Dương là nơi có những thủ đô lịch sử của Hoa Kỳ trong đó có thủ đô liên bang hiện thời là Washington D.C.
Trong đầu thế kỷ 19, tiểu bang New York và Pennsylvania vượt qua Virginia trở thành các tiểu bang đông dân nhất và vượt qua các tiểu bang vùng Tân Anh Cát Lợi thành những trung tâm công nghiệp và thương mại quan trọng nhất. Số đông di dân Đức, Ái Nhĩ Lan, Ý, Do Thái, Ba Lan và các di dân khác đã làm thay đổi bộ mặt của vùng, đặc biệt là các thành phố duyên hải như Thành phố New York, Philadelphia và Baltimore cũng như các thành phố nội địa như Pittsburgh và Buffalo.
Thành phố New York với các toà nhà chọc trời, hệ thống xe điện và tổng hành dinh Liên Hợp Quốc đã lộ diện trong thế kỷ 20 như một biểu tượng của hiện đại, quyền lực văn hoá và kinh tế của Mỹ. Thành phố bị thiệt hại trong  vụ tấn công 11 tháng 9 cùng với hai thành phố khác của vùng là Arlington, Virginia và Shanksville, Pennsylvania. Vào thế kỷ 20, các khu vực duyên hải của vùng gần như đã bị đô thị hoá hết.  Hành lang Đông Bắc và Xa lộ Liên tiểu bang 95 nối gần như tất cả các khu ngoại ô, thành phố lớn nhỏ lại với nhau, hình thành phần Trung-Đại Tây Dương của vùng đại đô thị BosWash. Vùng đại đô thị này là một trong những nơi tập trung quan trọng nhất về tài chính, truyền thông, giáo dục, y tế và kỹ thuật. Những làn sóng di dân của người Hoa, Ấn Độ, Mexico, Nga, Dominica, Jamaica, Philippines, Pakistan, Salvadora và các di dân khác đã làm tăng thêm thay đổi nền văn hoá và kinh tế vùng Trung-Đại Tây Dương.
Trung-Đại Tây Dương là một vùng có ảnh hưởng lớn của Hoa Kỳ. Vùng có 43 trong số 100 quận có mức thu nhập cao nhất tại Hoa Kỳ dựa theo mức thu nhập của hộ gia đình trung bình. Chiếm 33 trong tổng số 100 quận hàng đầu dựa trên mức thu nhập theo đầu người. Đa số các tiểu bang Trung-Đại Tây Dương được xếp trong số 15 tiểu bang có thu nhập cao nhất tại Hoa Kỳ tính theo thu nhập hộ gia đình trung bình và thu nhập theo đầu người.

## Định nghĩa về Trung-Đại Tây Dương
Có nhiều cách diễn giải khác nhau trong việc định nghĩa thành phần thật sự của vùng Trung-Đại Tây Dương. Đôi khi, những hạt nhân của vùng được xem là bao gồm Maryland, Delaware, và Virginia. Ngoài ra còn có một số tiểu bang khác có thể được tính bao gồm. Những nguồn khác xemtiểu bang New York, Pennsylvania, và New Jersey là các tiểu bang chính của Trung-Đại Tây Dương và đôi khi các tiểu bang khác được tính vào. Thí dụ, từ điều tra dân số năm 1910, Phân vùng Điều tra Dân số Trung-Đại Tây Dương gồm có New Jersey, New York và Pennsylvania cùng kết hợp với Phân vùng Tân Anh Cát Lợi hình thành Vùng Điều tra Dân số Đông Bắc.

## Thành phố và vùng đô thị

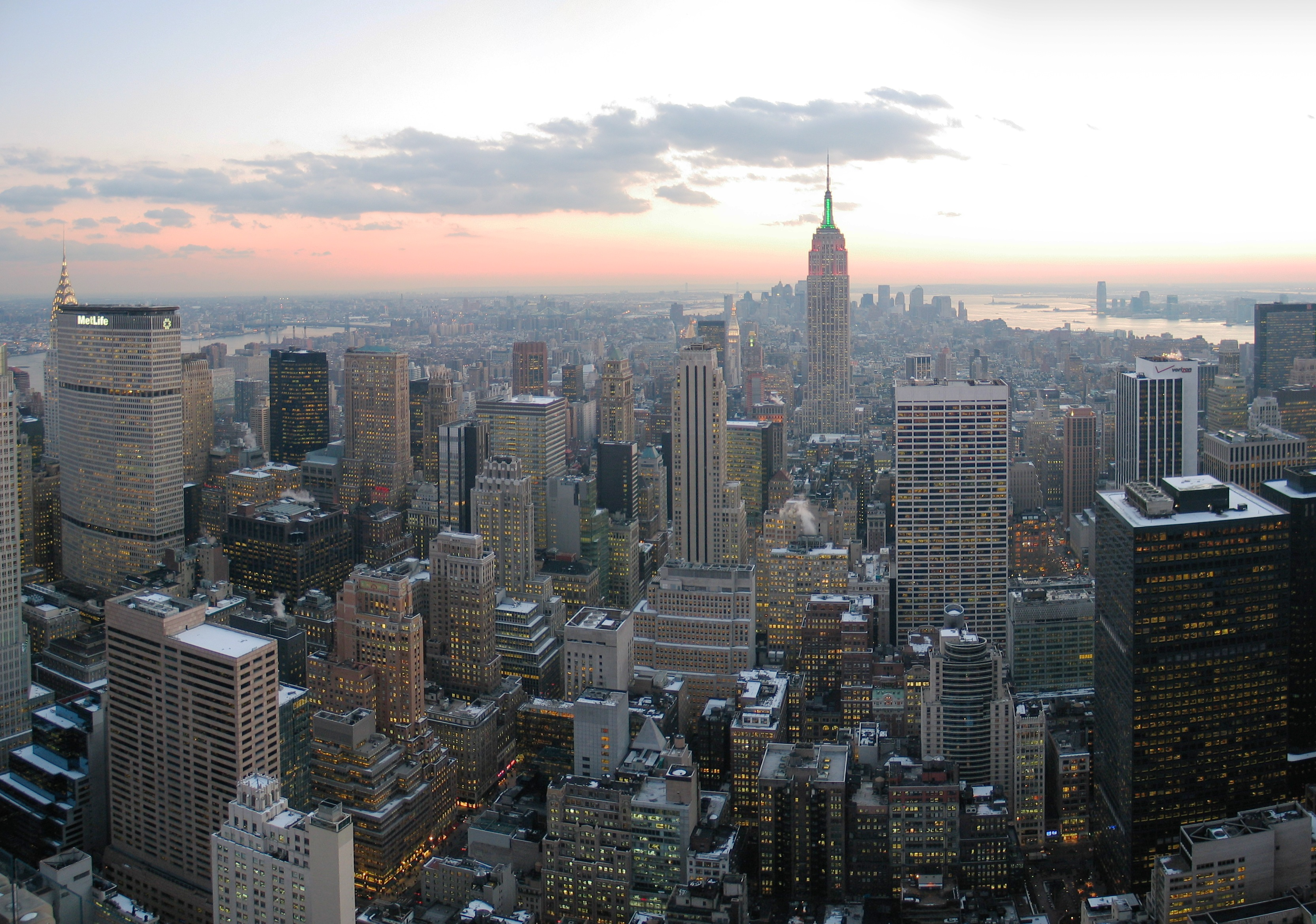
New York City

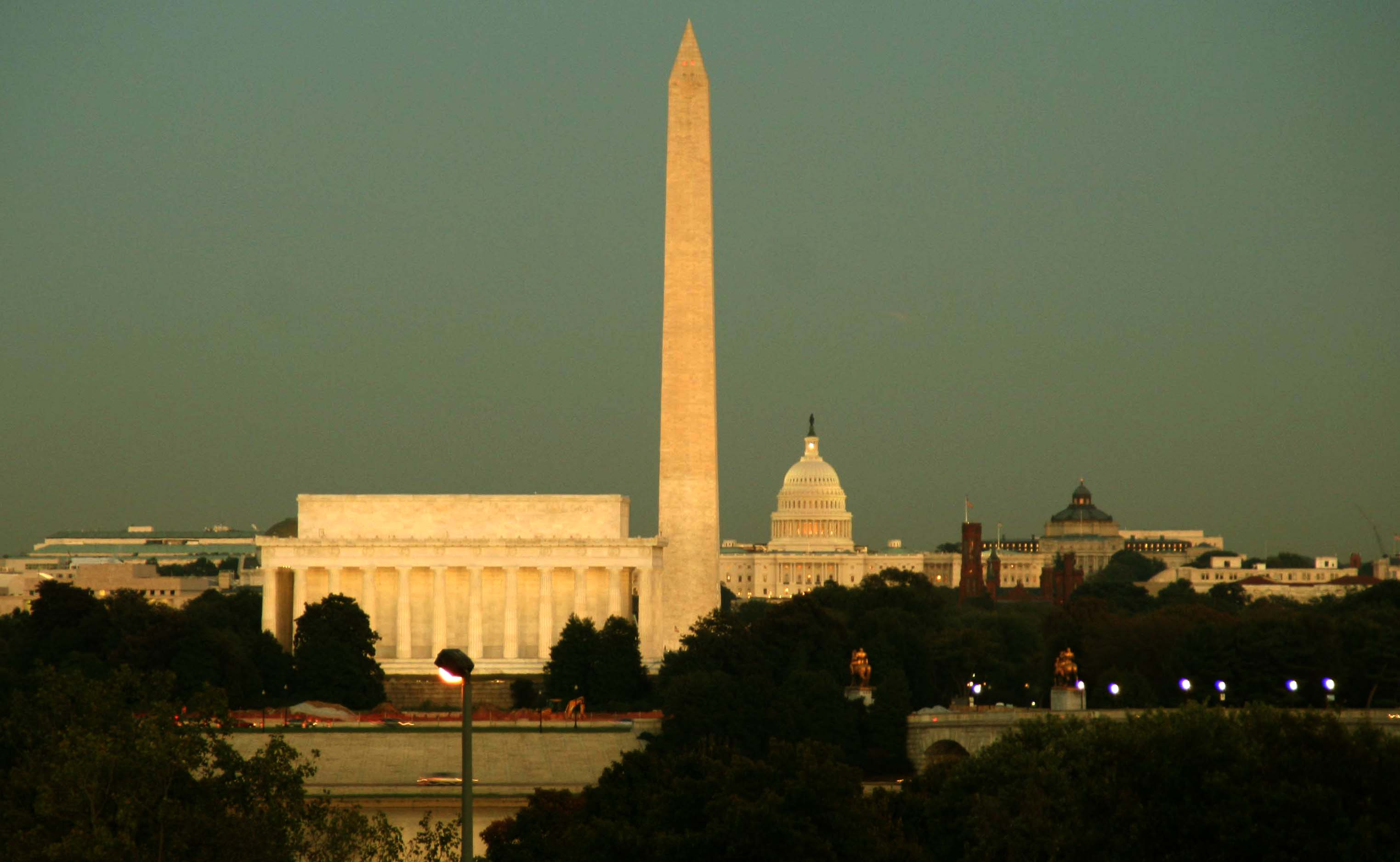
Washington D.C.

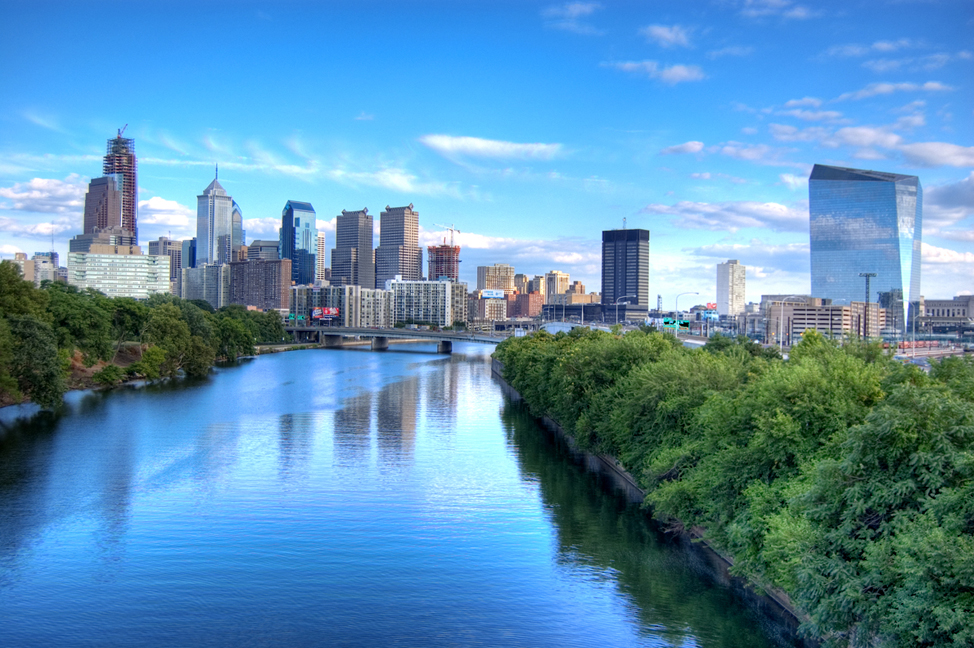
Philadelphia

### Các vùng thống kê kết hợp
Các vùng thống kê kết hợp có trên 1.000.000 người:
- New York-Newark-Bridgeport, NY-NJ-CT-PA CSA
- Washington-Baltimore-Northern Virginia, DC-MD-VA-WV CSA
- Philadelphia-Camden-Vineland, PA-NJ-DE-MD CSA
- Pittsburgh-New Castle, PA CSA
- Buffalo-Niagara-Cattaraugus, NY CSA
- Albany-Schenectady-Amsterdam, NY CSA
- Rochester-Batavia-Seneca Falls, NY CSA

### Thành phố lớn
Các thành phố có trên 200.000 người:
- Arlington
- Baltimore
- Buffalo
- Chesapeake
- Thành phố Jersey
- Thành phố New York
- Newark
- Norfolk
- Pittsburgh
- Philadelphia
- Richmond
- Rochester
- Virginia Beach
- Washington D.C.

### Các thủ phủ tiểu bang
- Albany, New York
- Annapolis, Maryland
- Charleston, Tây Virginia
- Dover, Delaware
- Harrisburg, Pennsylvania
- Richmond, Virginia
- Trenton, New Jersey